# كبريتات الأمونيوم والحديد الثلاثي
كبريتات الأمونيوم والحديد الثلاثي هي عبارة عن كبريتات مزدوجة من كبريتات الأمونيوم وكبريتات الحديد الثلاثي لها الصيغة المجملة FeH4NO8S2، والصيغة المفصلة NH4Fe(SO4)2.12H2O.
وتكون على شكل بلورات بنفسجية شاحبة.

## الخواص
- ينحل مركب كبريتات أمونيوم حديد ثلاثي بشكل جيد في الماء، ومحاليله المائية لها صفة حمضية (محلول 0.1 مولي منه له أس هيدروجيني مقدارها 2.5).
- ينصهر مركب كبريتات أمونيوم حديد ثلاثي عند الدرجة 37°س ويفقد جزيئات الماء الموجودة في بنيته البلورية عند 230°س.

## التحضير
يحضر مركب كبريتات أمونيوم حديد ثلاثي وذلك بحل كميات ستوكيومترية من كبريتات الحديد الثنائي وكبريتات الأمونيوم في كمية مناسبة من حمض الكبريت الممدد، ثم إضافة حمض النتريك المركز إلى المحلول فتحدث عملية أكسدة من الحديد الثنائي إلى الثلاثي (عدد أكسدة الحديد من +2 إلى +3).
بترقيد المحلول نحصل تدريجياً على بلورات كبيرة من مركب كبريتات أمونيوم حديد ثلاثي.

## الاستخدامات
- يستخدم المركب كمشعر في معايرة فولهارد Volhard Titration.
- له تطبيقات في صناعة النسيج ويستخدم في الطب كقابض للأوعية الدموية.